# IRIS (космічна обсерваторія)
IRIS (англ. Interface Region Imaging Spectrograph, укр. Інтерфейсний спектрометр, що знимкує регіони), також відомий як Explorer 94, це супутник-обсерваторія NASA що досліджує Сонце. Ця місія була профінансована через програму Small Explorer program для того, щоб дослідити фізичні умови в сонячному лімбі, зокрема, в хромосфері Сонця. Космічний апарт складається з Супутникової платформи і спектрометра, що сконструйовані Lockheed Martin і Сонячної та астрофізичної лабораторії (англ. Solar and Astrophysics Laboratory, LMSAL), та телескопу, що були надана Смітсонівською астрофізичною обсерваторією. IRIS управляється лабораторією Lockheed Martin (Lockheed Martin Solar and Astrophysics Laboratory, LMSAL) і Дослідницьким центром Еймса NASA.
Одним із інструментів супутника є спектрометр ультрафіолетового спектру, здатен до високошвидкісної зйомки (до 1 знимку за секунду) з суб-анстремним кроком по довжині хвилі. 
Космічна обсерваторія прибула на військово-повітряну базу Ванденберг в штаті Калифорнія 16 квітня 2013 і була успішно відправлена на сонячно-синхронну орбіту 27 червня 2013 року ракетою «Пегас XL».